# Anzin-Saint-Aubin
Pour les articles homonymes, voir Anzin et Saint-Aubin.
Anzin-Saint-Aubin est une commune française située dans le département du Pas-de-Calais en région Hauts-de-France. Ses habitants sont appelés les Anzinois.
La commune fait partie de la communauté urbaine d'Arras qui regroupe 46 communes et compte 109 776 habitants en 2021.

## Géographie

### Localisation
La commune, localisée dans le sud-est du département du Pas-de-Calais et limitrophe d'Arras, est située sur la route d'Arras à Houdain et Boulogne-sur-Mer (route départementale D 341), appelée chaussée Brunehaut.
Le territoire de la commune est limitrophe de ceux de cinq communes.
Les communes limitrophes sont Neuville-Saint-Vaast, Marœuil, Sainte-Catherine, Arras et Duisans.

### Géologie et relief
La superficie de la commune est de 5,13 km2 ; son altitude varie de 56  à   94 mètres.

### Hydrographie
Le territoire de la commune est situé dans le bassin Artois-Picardie.
Le territoire de la commune est drainé par quatre cours d'eau :
- La Scarpe, affluent de l'Escaut traverse la commune sur 2,650 km. Elle occupe le fond de la vallée. Cette rivière qui prend sa source à environ 20 km, dans l'ouest de l'Artois à Tincques, est à l'état naturel et n'est canalisée que 2,2 km après avoir quitté la commune[3] ;
- le Prieuré[4] ;
- La Fontaine Trois-Louches, autre ruisseau, sur la rive gauche, se jette aussi dans la Scarpe après avoir cheminé à ses côtés[5] ;
- la fontaine de Baudimont[6] ;

La présence de ces différents ruisseaux qui alimentent la Scarpe et auxquels s'ajoutent plusieurs sources, s'explique par la résurgence au flanc de la vallée de la nappe phréatique de la craie du Sénonien et du Turonien Supérieur.

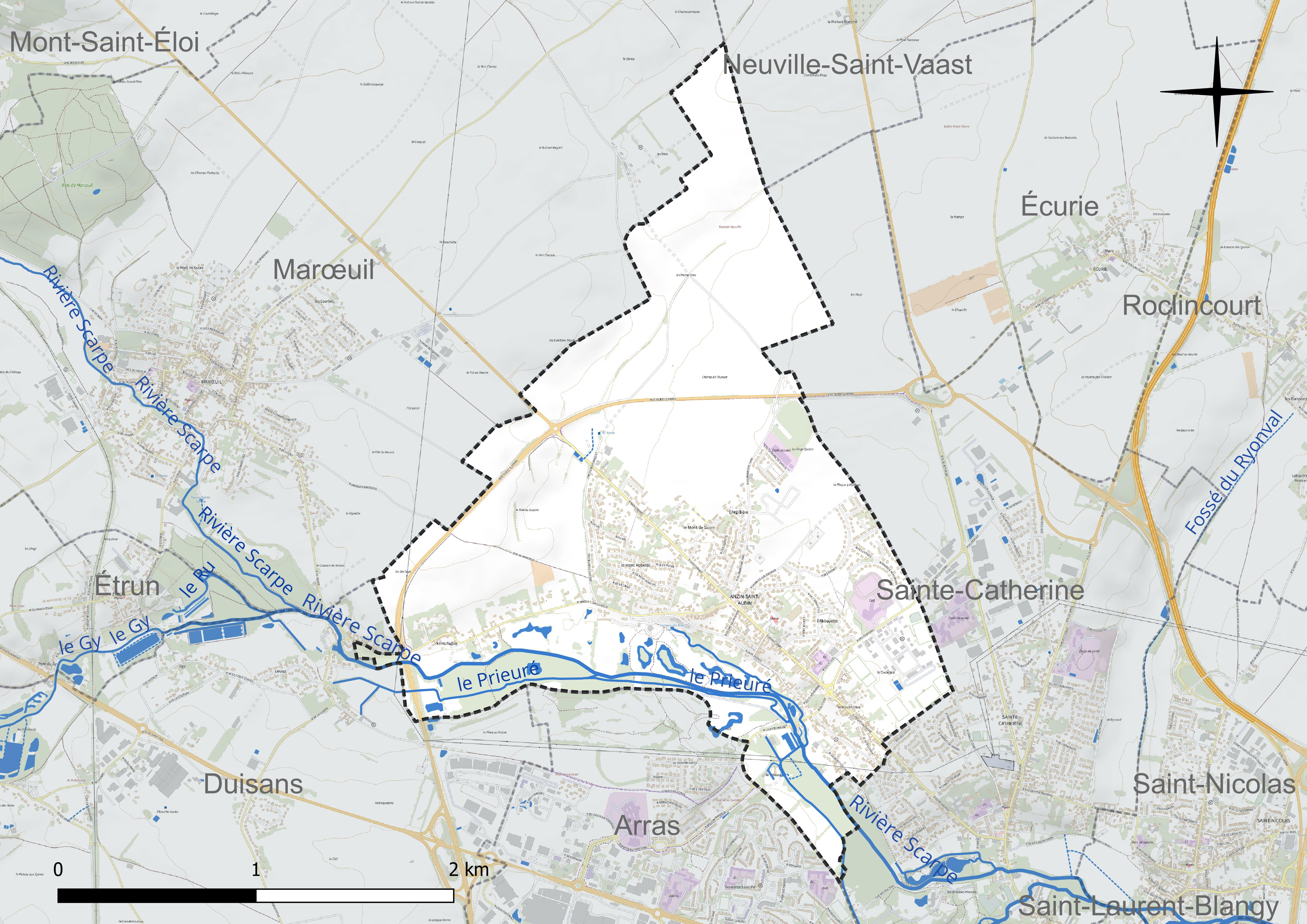
Réseau hydrographique d'Anzin-Saint-Aubin.

### Climat
Pour des articles plus généraux, voir Climat des Hauts-de-France et Climat du Pas-de-Calais.
En 2010, le climat de la commune est de type climat océanique dégradé des plaines du Centre et du Nord, selon une étude du CNRS s'appuyant sur une série de données couvrant la période 1971-2000. En 2020, Météo-France publie une typologie des climats de la France métropolitaine dans laquelle la commune est exposée à un climat océanique et est dans la région climatique Nord-est du bassin Parisien, caractérisée par un ensoleillement médiocre, une pluviométrie moyenne régulièrement répartie au cours de l’année et un hiver froid (3 °C).
Pour la période 1971-2000, la température annuelle moyenne est de 10,2 °C, avec une amplitude thermique annuelle de 14,4 °C. Le cumul annuel moyen de précipitations est de 757 mm, avec 12,4 jours de précipitations en janvier et 8,9 jours en juillet. Pour la période 1991-2020, la température moyenne annuelle observée sur la station météorologique la plus proche, située sur la commune de Wancourt à 12 km à vol d'oiseau, est de 10,8 °C et le cumul annuel moyen de précipitations est de 711,4 mm,. Pour l'avenir, les paramètres climatiques de la commune estimés pour 2050 selon différents scénarios d'émission de gaz à effet de serre sont consultables sur un site dédié publié par Météo-France en novembre 2022.

### Paysages
Le territoire d'Anzin-Saint-Aubin occupe une partie du flanc gauche de la vallée naturelle de la Scarpe, dont l'orientation est ouest-est.
Ce territoire est tourné vers le sud. Le relief est varié avec alternance de buttes et vallons d'orientation le plus souvent nord-sud. Les points hauts sont occupés par des sols crayeux avec une faible épaisseur de limons du tertiaire, les points bas sont constitués d'alluvions sablo-humiféres du quaternaire. Les plateaux sont divisés en champs ouverts semés de céréales ou de plantes sarclées (betteraves, pommes de terre, etc.) ; le fond de la vallée est occupé par des prairies, des saules, des peupliers et un golf.

### Milieux naturels et biodiversité

#### Zone naturelle d'intérêt écologique, faunistique et floristique
L’inventaire des zones naturelles d'intérêt écologique, faunistique et floristique (ZNIEFF) a pour objectif de réaliser une couverture des zones les plus intéressantes sur le plan écologique, essentiellement dans la perspective d’améliorer la connaissance du patrimoine naturel national et de fournir aux différents décideurs un outil d’aide à la prise en compte de l’environnement dans l’aménagement du territoire.
Le territoire communal comprend une ZNIEFF de type 1 : la  haute vallée de la Scarpe entre Frévin-Cappelle et Anzin-St-Aubin, le bois de Maroeuil et la vallée du Gy en aval de Gouves. Cette ZNIEFF, d’une superficie de 702 ha et d'une altitude variant de 60 à 115 mètres, s'inscrit dans une région agricole, dans une plaine dénudée avec deux vallées verdoyantes, celles de la Scarpe et du Gy.

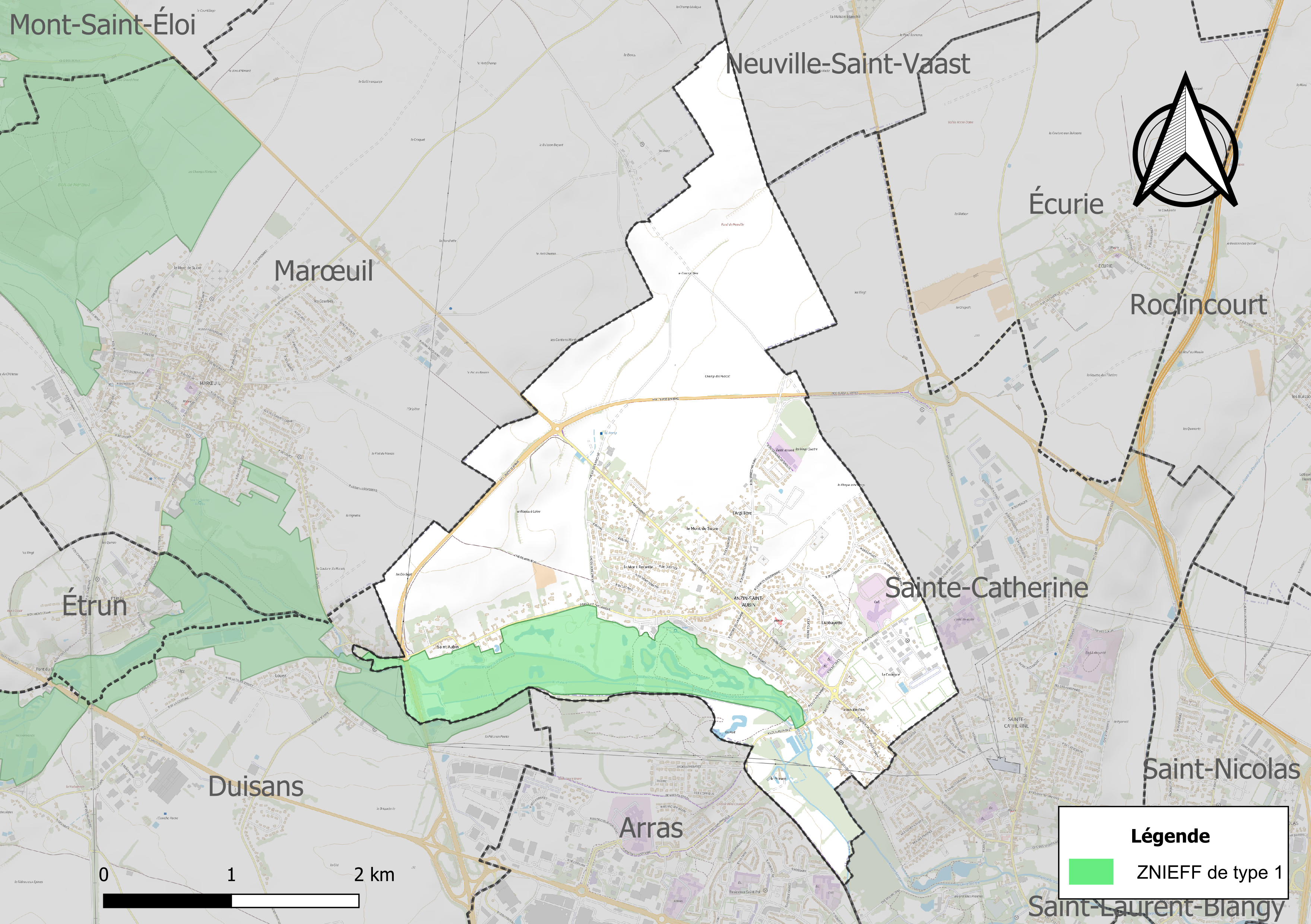
Carte de la ZNIEFF sur la commune.

## Urbanisme

### Typologie
Au 1er janvier 2024, Anzin-Saint-Aubin est catégorisée ceinture urbaine, selon la nouvelle grille communale de densité à sept niveaux définie par l'Insee en 2022.
Elle appartient à l'unité urbaine d'Arras, une agglomération intra-départementale regroupant 15  communes, dont elle est une commune de la banlieue,,. Par ailleurs la commune fait partie de l'aire d'attraction d'Arras, dont elle est une commune de la couronne,. Cette aire, qui regroupe 163 communes, est catégorisée dans les aires de 50 000 à moins de 200 000 habitants,.

### Occupation des sols
L'occupation des sols de la commune, telle qu'elle ressort de la base de données européenne d’occupation biophysique des sols Corine Land Cover (CLC), est marquée par l'importance des territoires agricoles (57,1 % en 2018), en diminution par rapport à 1990 (72,2 %). La répartition détaillée en 2018 est la suivante : 
terres arables (50 %), zones urbanisées (25,2 %), espaces verts artificialisés, non agricoles (10,9 %), zones agricoles hétérogènes (7,1 %), zones industrielles ou commerciales et réseaux de communication (6,8 %). L'évolution de l’occupation des sols de la commune et de ses infrastructures peut être observée sur les différentes représentations cartographiques du territoire : la carte de Cassini (XVIIIe siècle), la carte d'état-major (1820-1866) et les cartes ou photos aériennes de l'IGN pour la période actuelle (1950 à aujourd'hui).

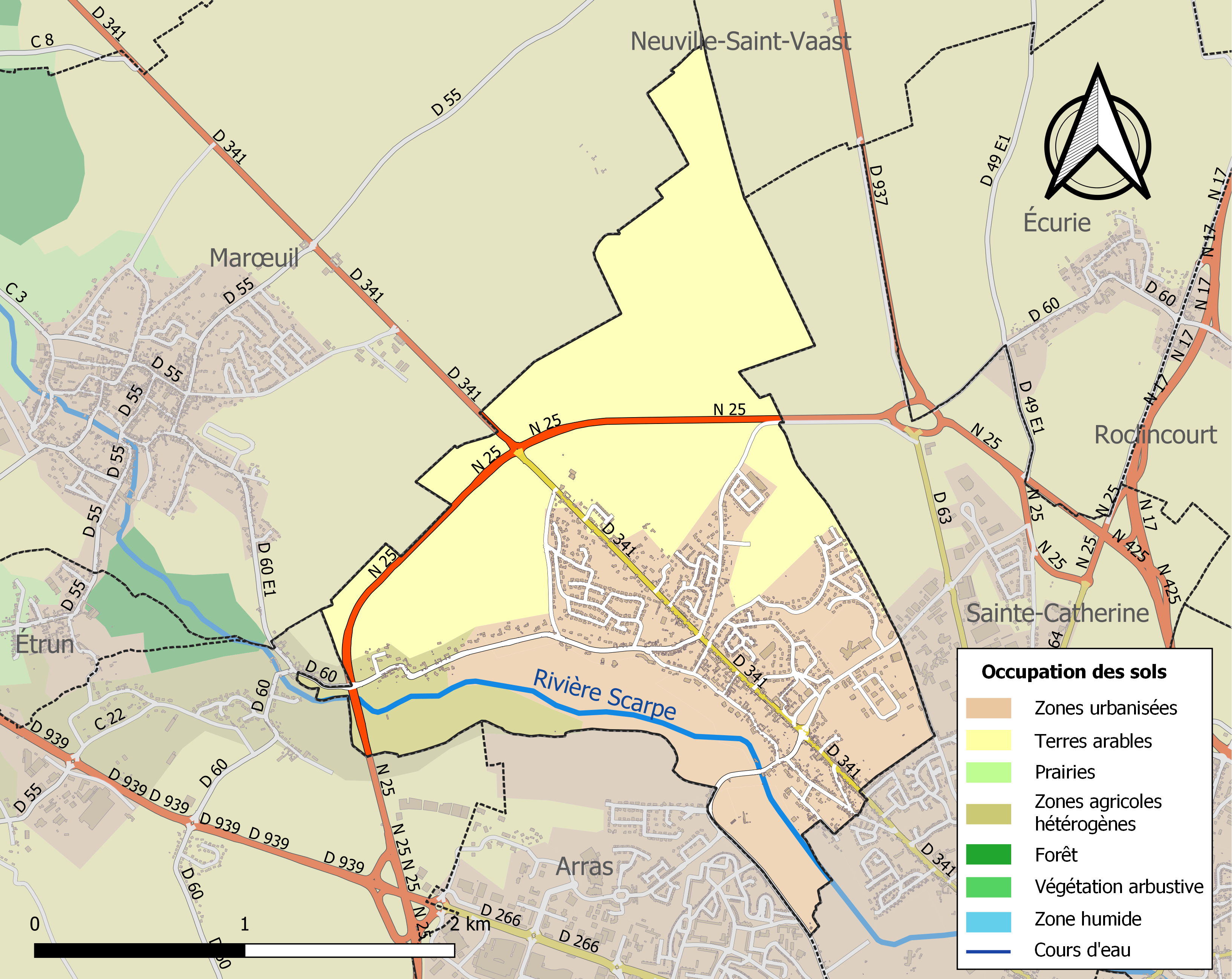
Carte des infrastructures et de l'occupation des sols de la commune en 2018 (CLC).

## Toponymie
Le nom d’Anzin Anzinum apparaît en 866-870 dans un cartulaire de Saint-Vaast ; celui de Saint-Aubin (Sancti Albini de Marex) n’apparaît qu’en 1154; Anzinio en 869; Anzen en 1076-92. Le cadastre de 1868 mentionne la Fontaine des Trois-Louches.
Saint-Aubin, autrefois Saint-Aubin-au-Marais est un hagiotoponyme.
Durant la Révolution française, la commune porte provisoirement le nom de Commune-des-Frères-Unis.

## Histoire

### Avant la Révolution française
Anzin-Saint-Aubin s’est formée à partir de deux lieux d'habitat :
- Saint-Aubin, autrefois Saint-Aubin-au-Marais, situé sur le chemin de Arras vers Marœuil, à proximité de la rivière, la Scarpe ;
- Anzin, sur le même chemin, mais plus à l’est, limitrophe d'Arras et de Sainte-Catherine.

Jusqu'à la Révolution, Saint-Aubin est plus peuplé qu'Anzin et la paroisse qui va naître aux environs du XIIe siècle s'appellera Saint-Aubin-Anzin et l'église est construite à Saint-Aubin. Le titulaire de la cure habite Saint-Aubin, l'abbaye de Saint-Vaast étant propriétaire de cette localité. Le fief d’Anzin est un fief seigneurial, il appartient successivement aux Montmorency, à la famille d’Oye, à Jacques Happiot échevin d’Arras et à Pierre de Bochy, écuyer. Le blason de la commune est celui de Rolandus de Montmorency.
Une église existait déjà en cet endroit à cette date. La population de Saint-Aubin était essentiellement constituée de laboureurs, manœuvriers et journaliers. Les marais de Saint-Aubin appartenaient respectivement à l’abbaye Saint-Vaast et l'abbaye du mont Saint-Éloi. Il y eut du reste, tout au long du Moyen Âge, divers conflits entre ces abbayes concernant la gestion de ces marais et des viviers qui y avaient été installés par les propriétaires[réf. nécessaire]. Ces mêmes viviers furent pillés en 1358 par les Arrageois qui subissaient une période de disette.
Une grande partie du territoire était la propriété du clergé, non seulement des abbayes déjà citées, mais aussi l'abbaye Saint-Amand-et-Sainte-Bertille de Marœuil, l’Abbaye des Dames d'Étrun, les Jésuites, les Brigittines, les Carmes, etc. 73 % du territoire appartenait au clergé.

#### Le moulin d'Anzin
L'abbaye Saint-Vaast a installé un moulin à eau à Anzin, au moins à partir du XVIe siècle. Bâti sur une île formée par la Scarpe, à proximité du prieuré que l'on découvre encore au travers des frondaisons, il a surtout fabriqué de l’huile, mais aussi de la poudre à canon et du papier.
Vers 1860, le débit de la Scarpe étant devenu insuffisant, on équipe le moulin d'une machine à vapeur. Ce moulin dont les vestiges existent toujours est actuellement entouré par la pisciculture dite « Domaine du Mont-Saint-Vaast ».

#### Seigneurs d'Anzin
- Marc Antoine Hyacinthe Eugène de Bachy (1700-1766), écuyer, est seigneur d'Anzin près d'Arras, et Hautevalle. Il est le fils de François Hyacinthe, écuyer, seigneur de Dieghem, Hautevalle, et de Marie Thérèse de Vauchelles. Il nait à Douai en avril 1700 (baptisé le 25 avril 1700), bourgeois d'Arras le 28 mai 1725, convoqué aux assemblées des nobles de Flandre par ordonnance du 16 avril 1750. Il meurt à Lille le 20 décembre 1766. Il épouse à Lille le 23 novembre 1750 Marguerite Florence de Lannoy (1711-1752), fille de Philippe de Lannoy, seigneur du Petit Cambrai, de Méchin, bourgeois de Lille, commissaire de l'artillerie, et de Margeurite Françoise du Chasteau. Elle nait à Lille en août 1711 (baptisée le 24 août 1711) et meurt à Lille le 27 octobre 1752[23].

### Depuis la Révolution française
La commune est instituée en 1790 avec l’élection du premier conseil municipal et du maire, Noël Douchet, fermier de 56 ans. Les biens du clergé sont alors vendus.
Paul Alphonse Bocquet (1770-1821) libraire sur la petite place d'Arras, a acheté l'église de Anzin-Saint-Aubin 62 sous la Révolution, quand elle a été vendue comme bien national, alors qu'on lui avait enlevé sa toiture. Il lui a ainsi évité une démolition certaine. Désaffectée, elle sert aujourd'hui de salle de réunions.
Au début du XIXe siècle, Anzin se développe en termes de population et des maisons se bâtissent le long de la chaussée Brunehaut. Une polémique va naître entre les habitants de Saint-Aubin et Anzin, ces derniers réclamant une église et le siège de la cure. En effet, cette partie de la commune a déjà la mairie et elle se peuple plus rapidement que Saint-Aubin. Cette polémique dure jusqu’à la moitié du XIXe siècle. En 1853, la commune est dénommée Anzin-Saint-Aubin, par décret impérial, et la construction d’une église et d'un presbytère est entreprise à Anzin (église actuelle), entre 1845 et 1885. Ces décisions mettent fin à la polémique.
Anzin-Saint-Aubin a une agriculture vivante, mais de plus en plus d’ouvriers viennent y habiter.
Pendant la Première Guerre mondiale, entre 1914 et 1918, le village est en grande partie détruit. Il sert aussi de base arrière aux soldats du front et à l’artillerie, anglaise notamment. L’église, le château de l’Abbayette et la salle Notre-Dame sont transformés en hôpitaux.
La commune est décorée de la croix de guerre 1914-1918 par décret du 23 septembre 1920, distinction également attribuée à 276 autres communes du Pas-de-Calais.
Lors de la Seconde Guerre mondiale, la population subit à nouveau les affres de la guerre lors de la bataille de France, puis de l'occupation. Plusieurs personnes meurent au combat ou en captivité, tandis que d’autres participent à la résistance ou à l’aide aux prisonniers.
À partir de 1950, la commune connaît une forte évolution, les citadins viennent s’y installer. Le nombre d’agriculteurs diminue. C’est ainsi que sa population passe de 1 052 habitants en 1970 à 2 553 en 1990 et environ 3 000 en 2006.
Ce fut l'un des plus importants taux de croissance des communes du Pas-de-Calais, ce qui a pour conséquence d’avoir aujourd'hui au moins les ¾ de la population qui n’est pas anzinoise de souche[Quoi ?].

## Politique et administration

### Découpage territorial
La commune se trouve  dans l'arrondissement d'Arras du département du Pas-de-Calais.

#### Commune et intercommunalités
La commune est membre fondateur de la communauté urbaine d'Arras, créée en 1965 sous le statut de district en 1965 et transformée en communauté urbaine en 1998.

#### Circonscriptions administratives
La commune faisait partie de 1801 à 1991 du canton d'Arras-Nord, année où elle intègre le canton de Dainville. Dans le cadre du redécoupage cantonal de 2014 en France, la commune est désormais rattachée au canton d'Arras-1.

#### Circonscriptions électorales
Pour l'élection des députés, la commune fait partie depuis 1986 de la deuxième circonscription du Pas-de-Calais.

### Élections municipales et communautaires

#### Liste des maires
| Période                                  | Période                   | Identité          | Étiquette | Qualité |
| ---------------------------------------- | ------------------------- | ----------------- | --------- | --- |
| Les données manquantes sont à compléter. |                           |                   |           | |
| 1790                                     |                           | Noël Douchet      |           | Fermier Premier maire de la commune |
| Les données manquantes sont à compléter. |                           |                   |           | |
| mars 1965                                | octobre 1975              | Florent Delattre  | SFIO      | Instituteur Démissionnaire |
| octobre 1975                             |                           | Charles Goudemand |           | Malteur |
| Les données manquantes sont à compléter. |                           |                   |           | |
| mars 1983                                | mars 2008                 | Philippe Salomé   | UDF       | Commerçant Conseiller régional du Nord-Pas-de-Calais (1992 → ?) Vice-président de la Communauté urbaine d'Arras[Quand ?]                      |
| mars 2008                                | mai 2020                  | David Hecq,       | PS        | Fonctionnaire territorial Ancien responsable d'un magasin de jeux vidéo à Arras Vice-président de la Communauté urbaine d'Arras (2008 → 2020) |
| mai 2020 ,                               | En cours (au 23 mai 2020) | Valérie El Hamine | SE        | Infirmière diplômée d'État et sophrologue |

## Équipements et services publics

### Justice, sécurité, secours et défense
La commune dépend du tribunal judiciaire d'Arras, du conseil de prud'hommes d'Arras, de la cour d'appel de Douai, du tribunal de commerce d'Arras, du tribunal administratif de Lille, de la cour administrative d'appel de Douai et du tribunal pour enfants d'Arras.

## Population et société

### Démographie
Les habitants de la commune sont appelés les Anzinois'.

#### Évolution démographique
L'évolution du nombre d'habitants est connue à travers les recensements de la population effectués dans la commune depuis 1793. Pour les communes de moins de 10 000 habitants, une enquête de recensement portant sur toute la population est réalisée tous les cinq ans, les populations de référence des années intermédiaires étant quant à elles estimées par interpolation ou extrapolation. Pour la commune, le premier recensement exhaustif entrant dans le cadre du nouveau dispositif a été réalisé en 2006.

En 2022, la commune comptait 2 833 habitants, en évolution de +2,83 % par rapport à 2016 (Pas-de-Calais : −0,72 %, France hors Mayotte : +2,11 %).
| 1793 | 1800 | 1806 | 1821 | 1831 | 1836 | 1841 | 1846 | 1851 |
| ---- | ---- | ---- | ---- | ---- | ---- | ---- | ---- | ---- |
| 355  | 307  | 377  | 370  | 409  | 422  | 456  | 520  | 538  |

| 1856 | 1861 | 1866 | 1872 | 1876 | 1881 | 1886 | 1891 | 1896 |
| ---- | ---- | ---- | ---- | ---- | ---- | ---- | ---- | ---- |
| 523  | 562  | 613  | 606  | 620  | 595  | 568  | 578  | 640  |

| 1901 | 1906 | 1911 | 1921 | 1926 | 1931 | 1936 | 1946 | 1954 |
| ---- | ---- | ---- | ---- | ---- | ---- | ---- | ---- | ---- |
| 595  | 574  | 575  | 720  | 678  | 689  | 669  | 800  | 846  |

| 1962 | 1968  | 1975  | 1982  | 1990  | 1999  | 2006  | 2011  | 2016  |
| ---- | ----- | ----- | ----- | ----- | ----- | ----- | ----- | ----- |
| 960  | 1 052 | 1 278 | 1 726 | 2 543 | 2 470 | 2 655 | 2 651 | 2 755 |

| 2021  | 2022  | - | - | - | - | - | - | - |
| ----- | ----- | - | - | - | - | - | - | - |
| 2 806 | 2 833 | - | - | - | - | - | - | - |

#### Pyramide des âges
En 2018, le taux de personnes d'un âge inférieur à 30 ans s'élève à 28,7 %, soit en dessous de la moyenne départementale (36,7 %). À l'inverse, le taux de personnes d'âge supérieur à 60 ans est de 29,4 % la même année, alors qu'il est de 24,9 % au niveau départemental.
En 2018, la commune comptait 1 350 hommes pour 1 423 femmes, soit un taux de 51,32 % de femmes, légèrement inférieur au taux départemental (51,5 %).
Les pyramides des âges de la commune et du département s'établissent comme suit.
| Hommes | Classe d’âge | Femmes |
| ------ | ------------ | ------ |
| 0,4    | 90 ou +      | 0,7    |
| 6,3    | 75-89 ans    | 8,3    |
| 21,2   | 60-74 ans    | 21,8   |
| 24,0   | 45-59 ans    | 25,6   |
| 16,2   | 30-44 ans    | 17,8   |
| 13,8   | 15-29 ans    | 10,9   |
| 18,0   | 0-14 ans     | 14,8   |

| Hommes | Classe d’âge | Femmes |
| ------ | ------------ | ------ |
| 0,5    | 90 ou +      | 1,6    |
| 5,6    | 75-89 ans    | 8,9    |
| 16,7   | 60-74 ans    | 18,1   |
| 20,2   | 45-59 ans    | 19,2   |
| 18,9   | 30-44 ans    | 18,1   |
| 18,2   | 15-29 ans    | 16,2   |
| 19,9   | 0-14 ans     | 17,9   |

### Sports et loisirs
Le golf d'Arras se trouve dans la commune. Ce golf a accueilli l'Open de France Dames, compétition du Ladies European Tour, en 1996 et de 2000 à 2009.

## Économie

### Revenus de la population et fiscalité
En 2019, dans la commune, il y a 1 223 ménages fiscaux qui comprennent 2 913 personnes pour un revenu médian disponible par unité de consommation de 27 700 euros, soit supérieur au revenu médian de la France métropolitaine qui est de 21 930 euros. La part des ménages fiscaux imposés est de 74 % (57,6 % en France métropolitaine),.

## Culture locale et patrimoine

### Lieux et monuments
- L'église du Sacré-Cœur, sur la chaussée Brunehaut.
- La chapelle Saint-Aubin, au hameau de Saint-Aubin.
- Le monument aux morts[41].
- Le cimetière britannique.

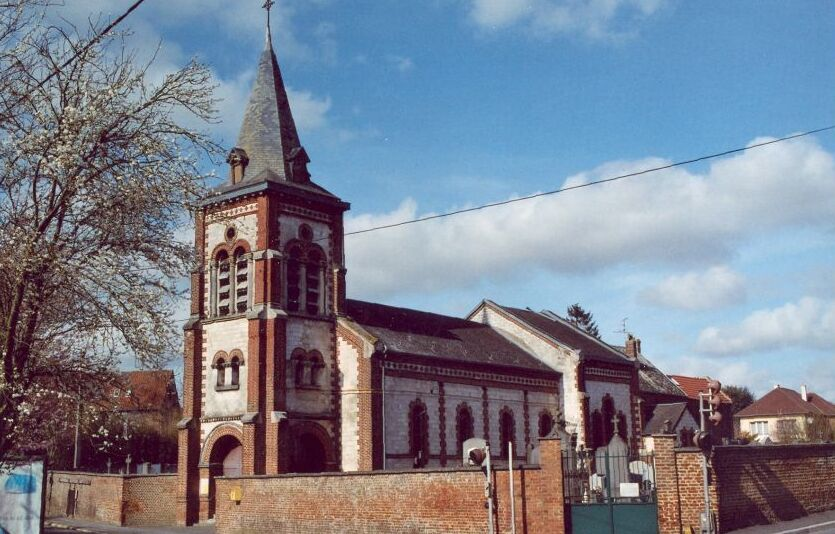
L'église.
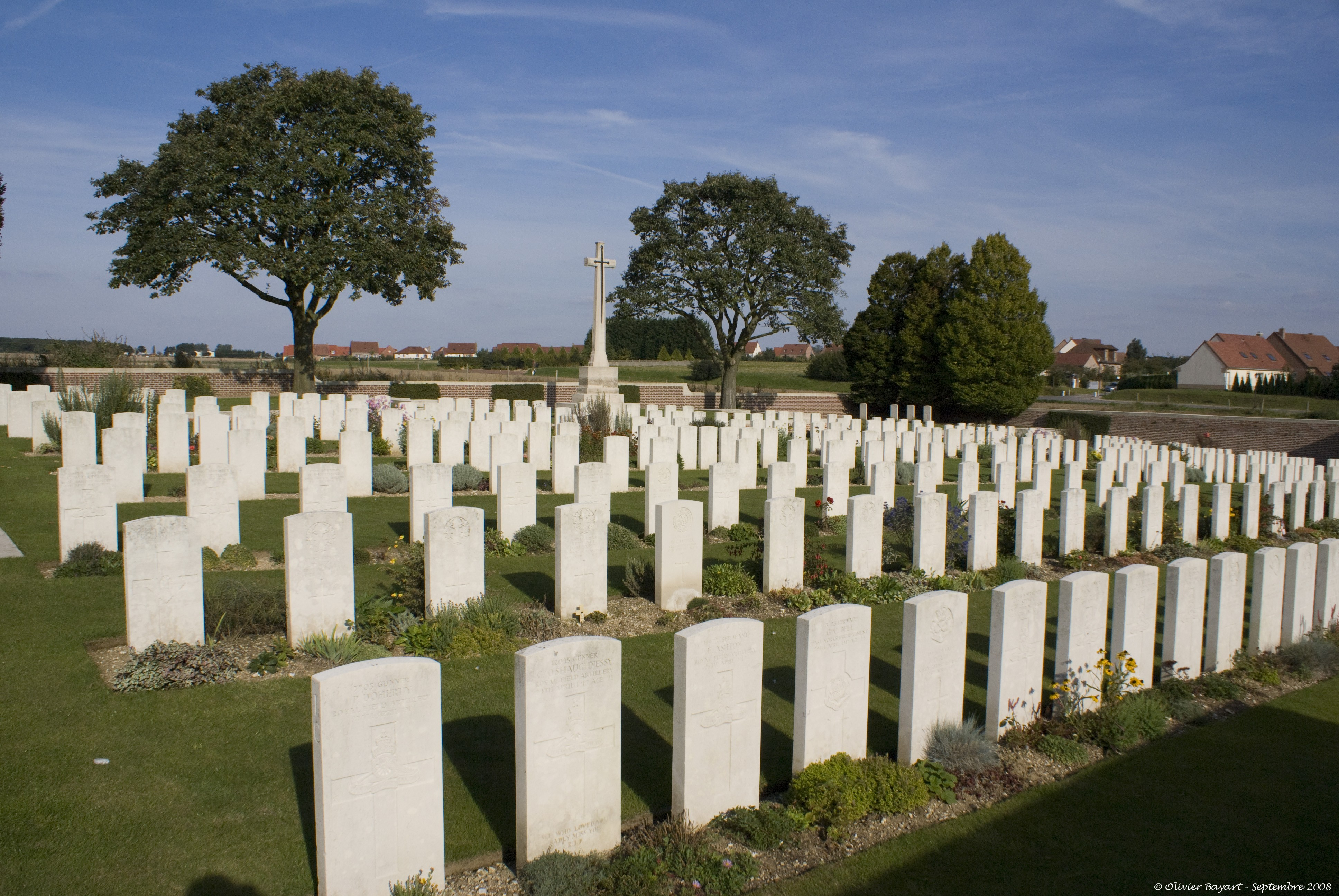
Le cimetière militaire britannique.
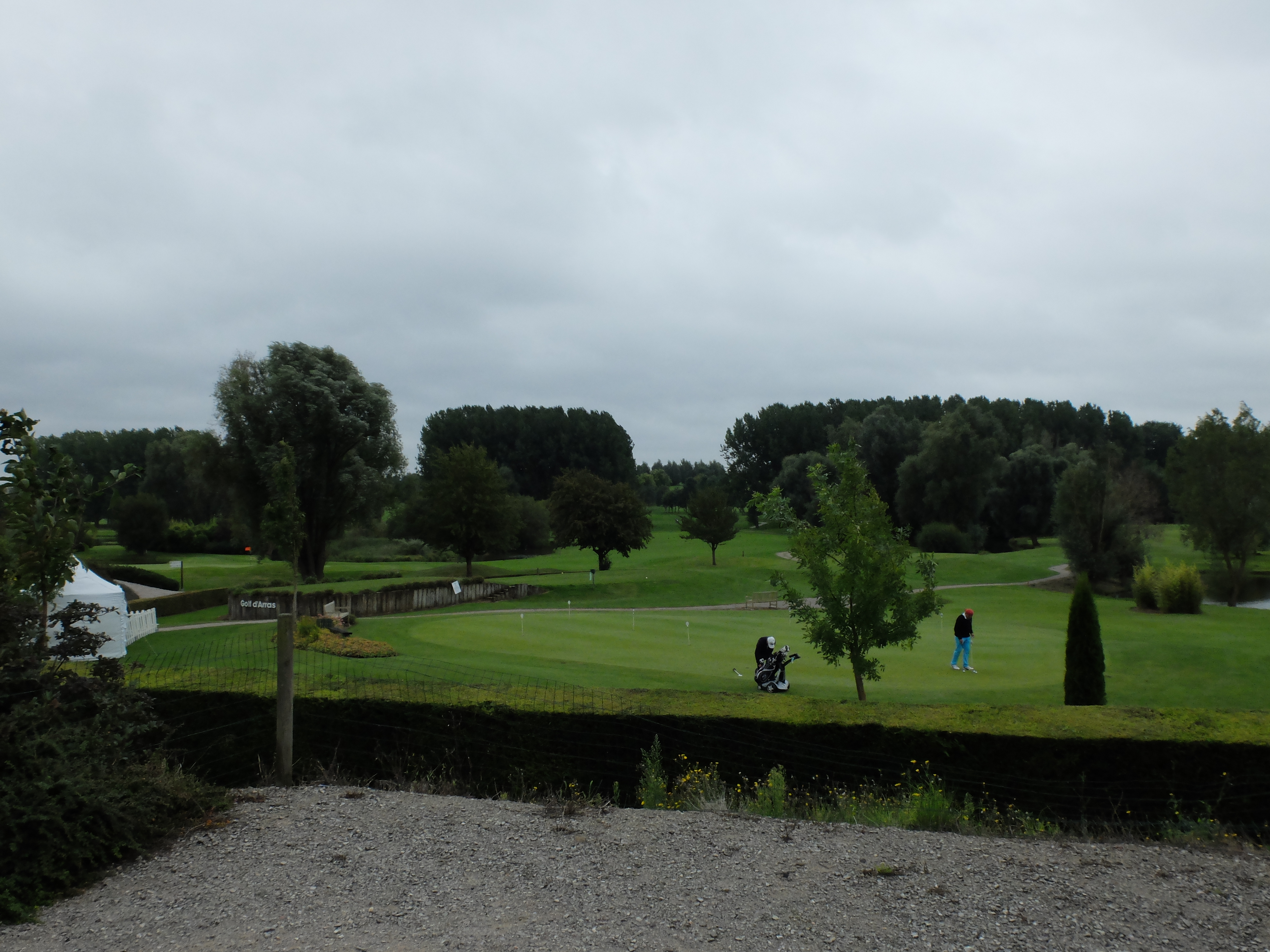
Vue du golf.

### Personnalités liées à la commune
- Désiré Delansorne (1862-1937), coureur cycliste, homme politique et maire d'Arras, né dans la commune.
- Louis Bournonville (1891-1962), footballeur, né dans la commune.
- Marc Loison (1952-), docteur en histoire de l'éducation et sciences de l'éducation, commandeur dans l'ordre des palmes académiques[42]. Il a écrit et mis en scène le premier spectacle son et lumière Histoires d'eaux  en 1992. Il est par ailleurs l'auteur de l'ouvrage  Anzin-Saint-Aubin , du temps des laboureurs au temps des rurbains ainsi que de nombreux articles historiques dans le bulletin communal D'Anzin à Saint-Aubin. Dans le cadre de ses travaux universitaires  (thèse de doctorat notamment), il s'est intéressé aux facteurs d'alphabétisation et de scolarisation dans les communes de l'Artois dont celle d'Anzin-Saint-Aubin[43].

### Héraldique
| Armes d'Anzin-Saint-Aubin | Les armes d'Anzin-Saint-Aubin se blasonnent ainsi : Écartelé d'or à la croix de gueules chargée en cœur d'une étoile d'argent et cantonnée de seize alérions d'azur, quatre dans chaque canton, et de gueules à la croix d’or. |

## Pour approfondir